# Unlevered Free Cash Flow
L'Unlevered Free Cash Flow (UFCF), anche conosciuto come Free Cash Flow to the Firm (FCFF) (in italiano flusso di cassa disponibile per gli azionisti e i finanziatori), rappresenta l'effettivo flusso monetario (cassa) generato da una azienda o divisione, tenuti in considerazione gli investimenti in capitale circolante netto e gli investimenti necessari all'operatività e al mantenimento o accrescimento dell'attività nel lungo periodo.
Il flusso di cassa unlevered è un elemento centrale nell'analisi del Flusso monetario scontato che opera frequentemente su questa grandezza per ottenere il valore d'azienda (Enterprise Value).

## Calcolo
| Voce                                                                | Corrispondente lingua inglese                                     |
| ------------------------------------------------------------------- | ----------------------------------------------------------------- |
| Margine Operativo Lordo (MOL)                                       | EBITDA                                                            |
| - Ammortamenti ed Accantonamenti =                                  | D&A                                                               |
| Reddito Operativo                                                   | EBIT                                                              |
| - Imposte sul Reddito Operativo                                     | Taxes                                                             |
| + Ammortamenti ed Accantonamenti                                    | D&A                                                               |
| ± Variazioni non finanziarie (Fondo TFR, Fondo rischi...)           |                                                                   |
| - Aumento Capitale Circolante Netto =                               | Working Capital                                                   |
| + Riduzione del Capitale Circolante Netto =                         | Working Capital                                                   |
| Flusso di cassa operativo                                           | Free Cash Flow from Operations (FCFO) o Operating Cash Flow (OCF) |
| + Disinvestimenti Operativi                                         |                                                                   |
| - Investimenti Operativi                                            |                                                                   |
| Unlevered Free Cash Flow (UFCF) o Free Cash Flow to the Firm (FCFF) |                                                                   |

L'Unlevered Free Cash Flow non include quindi gli oneri finanziari correlati all'indebitamento.